# ZIL-112
|                  |                     |
| ZIL-112          |                     |
| Fabricante       | ZIL                 |
| País             | Unión Soviética     |
| Carrocería       | Automóvil deportivo |
| Producción       | 1960 – 1962         |
| Motor            | 6.0L I8, 230 CV     |
| Velocidad máxima | 260 km/h            |
| Peso             | 1,330 kg            |

El Zil 112 era un automóvil deportivo creado por la marca ZIL durante los años 60. 
Obtuvo muchos récords en las carreras de autos en la Unión Soviética. Es de diseño similar al Ferrari 166 S.

## Características
El 112S fue lanzado al mercado con una serie de innovaciones para los vehículos producidos en la Unión Soviética como el diferencial autoblocante, frenos de disco, neumáticos de estructura radial, etc. Estaba alimentado por un motor de 5980 cc con 8V de ZIL-111. Tenía 230 caballos de potencia y podía llegar a los 260 km/h. Pasaba de 0 a 100 en 9 segundos, algo muy difícil de conseguir en esa época. Pesaba un poco más de 1300 kg. La dirección y la suspensión delantera venían del GAZ M21 Volga. En la parte trasera unas suspensiones De Dion con palancas triangulares.

## Galería de imágenes

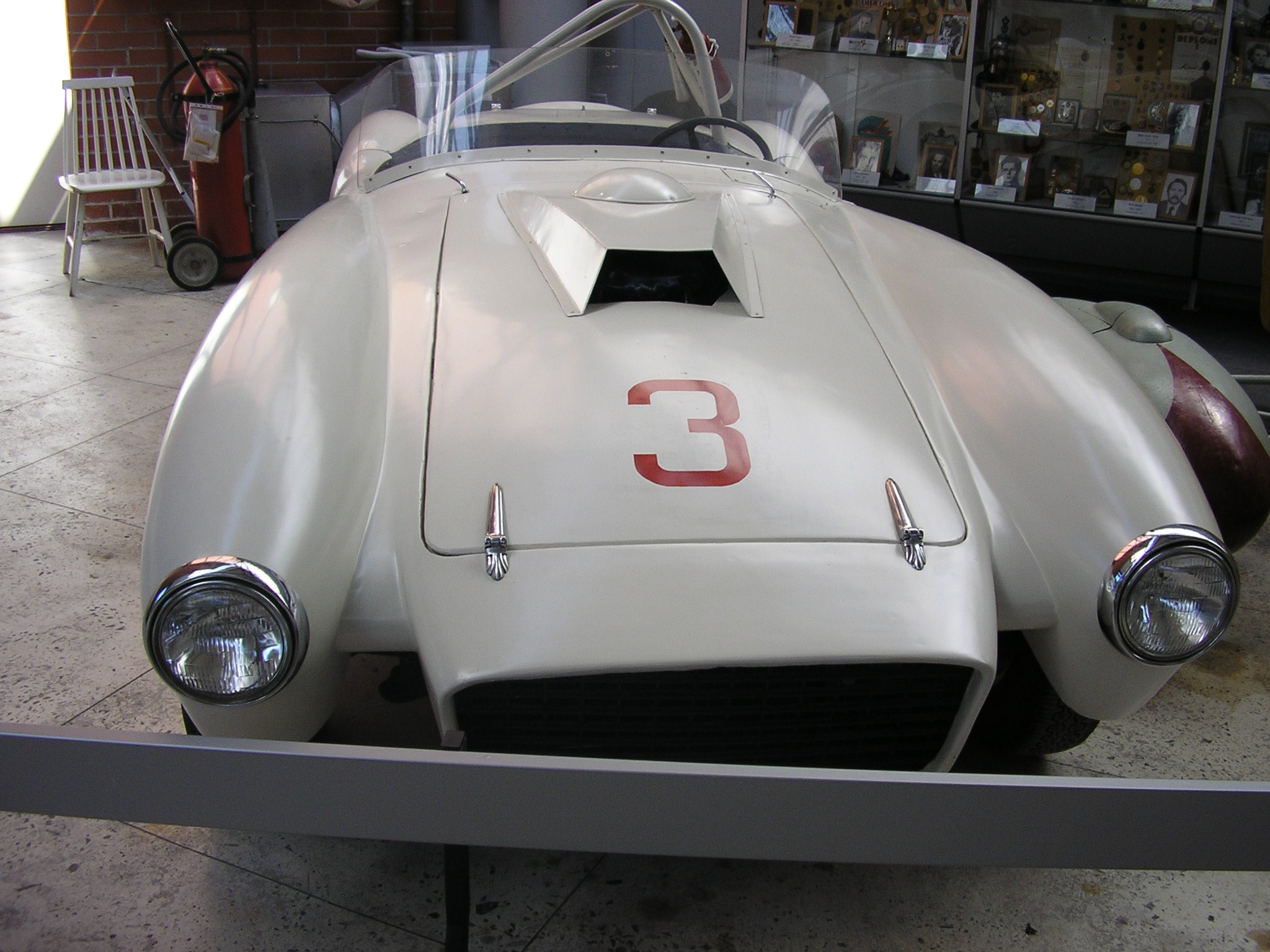
Frente del ZIL-112.
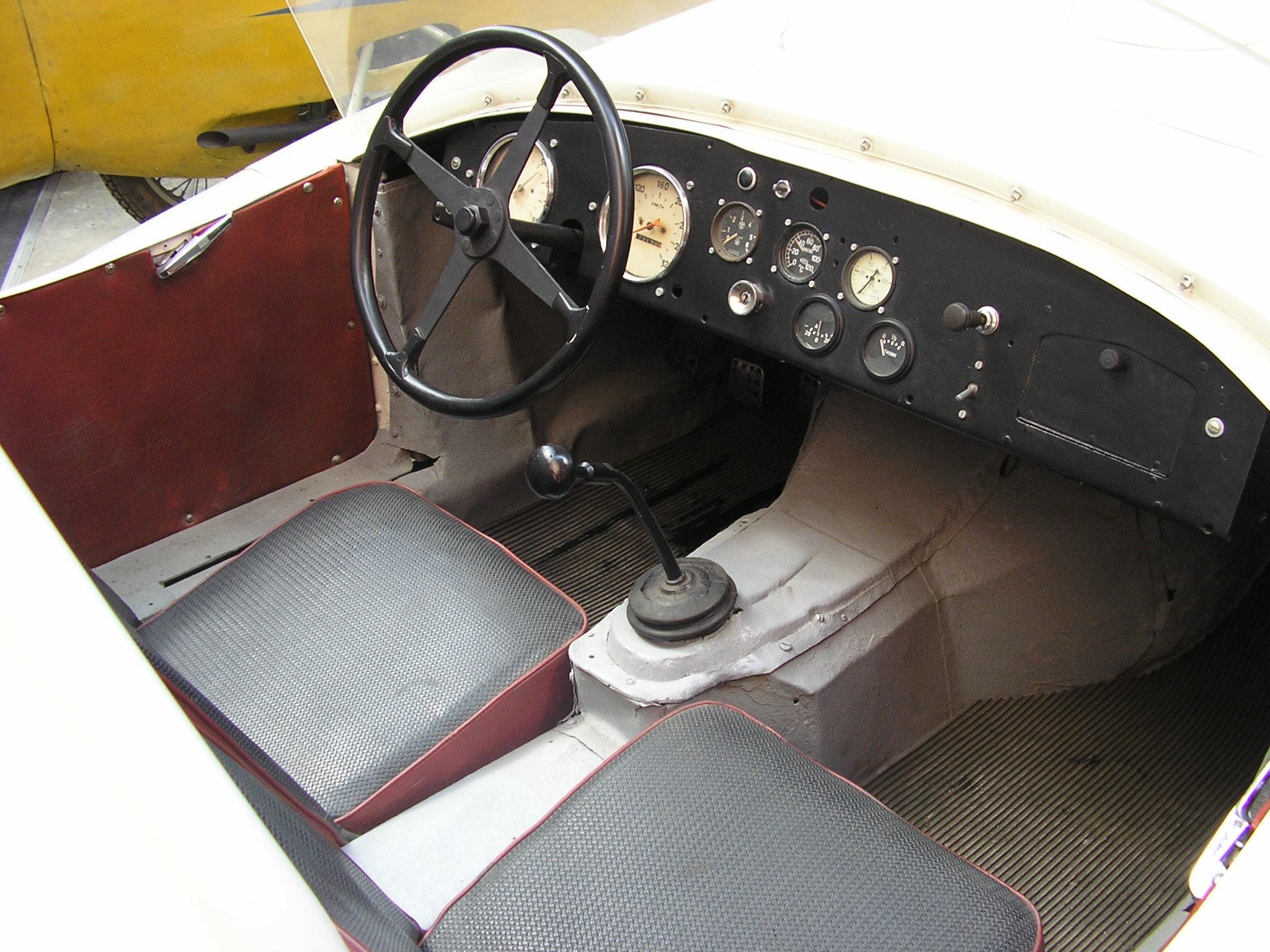
Interior del automóvil.
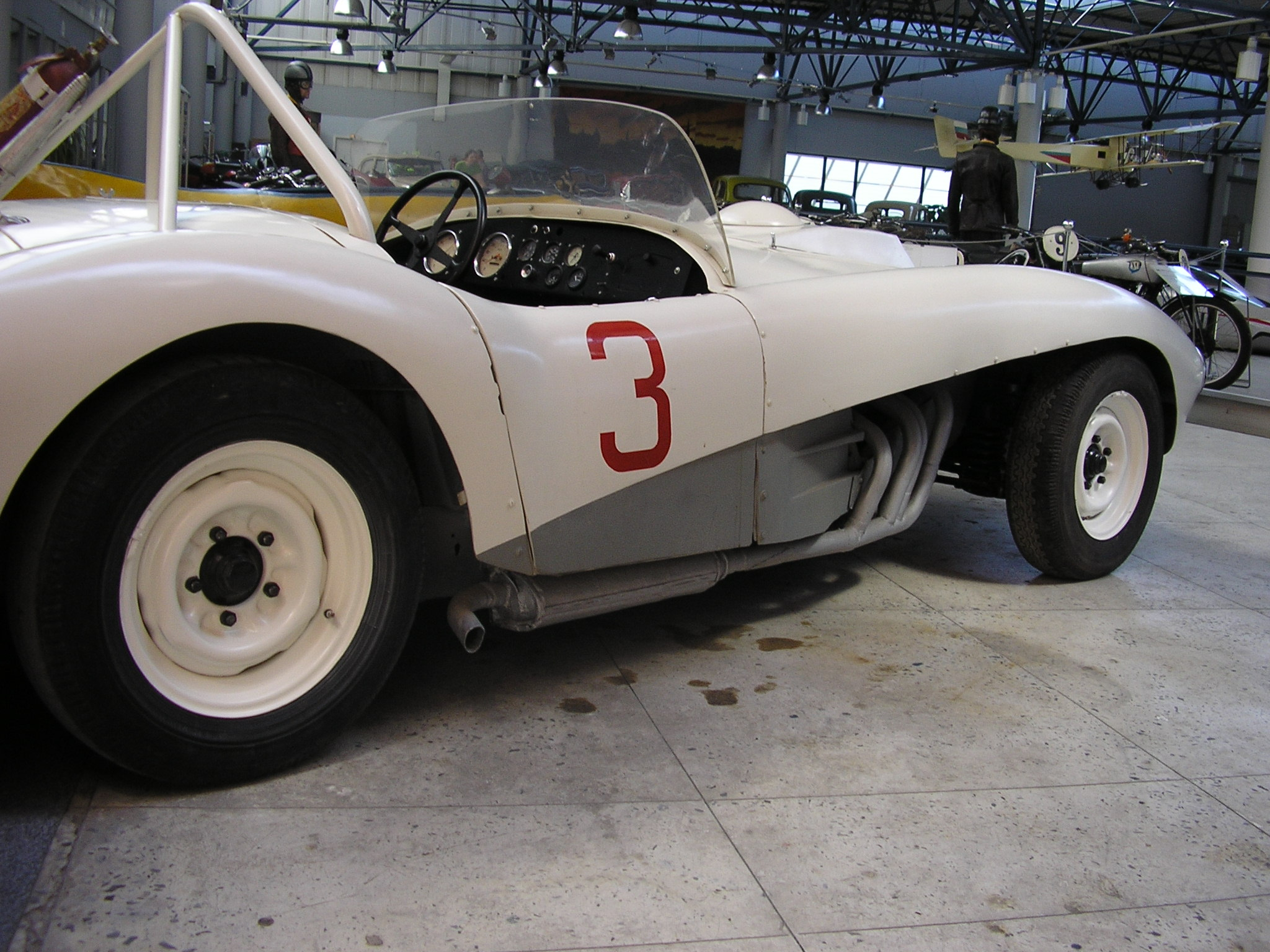
Imagen lateral.